# Magic Mike
Magic Mike is een Amerikaanse film uit 2012, geregisseerd door Steven Soderbergh.
Deze dramatische komedie kwam uit in de filmzalen op 29 juni 2012 en werd geproduceerd door Nick Wechsler, Gregory Jacobs, Channing Tatum en Reid Carolin met als hoofdrolspelers Channing Tatum, Alex Pettyfer, Matt Bomer, Joe Manganiello en Matthew McConaughey. Het verhaal van de film verwijst naar de jeugd van Channing Tatum (zowel producent als hoofdrolspeler van de productie). Tatum was stripper op 19-jarige leeftijd in Tampa, Florida. De film speelt zich dan ook vooral af in Tampa en gedeeltelijk in Los Angeles.

## Verhaal
Mike Lane is een 30-jarige stripper, wiens droom het is zelf meubels te maken. Daarvoor ontbreekt hem evenwel het kapitaal. Om dit kapitaal bij elkaar te krijgen doet hij verschillende klusjes in de bouw, onder meer dakbedekking, en herstelt hij auto’s. Ook werkt Mike als danser in een stripclub voor vrouwen. De club waar hij danst, de Xquisite Strip Club, wordt uitgebaat door Dallas. In deze club is Mike in zes jaar tijd een van de grootste sterren geworden en de vrouwen aanbidden hem.
Op zijn werk in de bouw ontmoet hij de 19-jarige Adam, die ontslagen werd na betrokken te zijn geweest bij een diefstal. Mike geeft hem een lift naar huis omdat Adams auto niet start. De volgende avond komen ze elkaar weer tegen en Mike neemt hem mee naar de club. In de club heeft een andere danser te veel drugs genomen waardoor hij niet kan optreden. Daarom stelt Mike aan Dallas voor om Adam te laten dansen. Adam oogst met zijn eerste act toch succes omdat de toeschouwsters vallen op zijn onschuldige gezicht. Na deze avond mag hij zich officieel aansluiten bij het Xquisite-team.
Mike ontmoet Brooke, Adams zus, en er is onmiddellijk chemie tussen deze twee hoewel Mike een seksuele relatie heeft met een andere vrouw en Brooke een relatie heeft met een man uit Orlando. Adam vervalt al gauw in de levensstijl van de dansers. Hij heeft veel seksuele contacten met klanten en gebruikt drugs. Later gaat hij ook dealen en verliest hij zijn drugs waarna Mike's huis wordt vernield door de schuldeisers. Mike geeft een deel van zijn spaargeld voor zijn meubelzaak af om Adams leven te redden.

## Rolverdeling
| Acteur               | Personage                       |
| -------------------- | ------------------------------- |
| Channing Tatum       | Mike (Michael) Lane, Magic Mike |
| Alex Pettyfer        | Adam, The kid                   |
| Matthew McConaughey  | Dallas                          |
| Cody Horn            | Brooke                          |
| Joe Manganiello      | Big Dick Richie                 |
| Matt Bomer           | Ken                             |
| Adam Rodríguez       | Tito                            |
| Kevin Nash           | Tarzan                          |
| Olivia Munn          | Joanna                          |
| Gabriel Iglesias     | Tobias                          |
| Mircea Monroe        | Kens vrouw                      |
| Riley Keough         | Nora                            |
| Wendi McLendon-Covey | Tara                            |
| Betsy Brandt         | Banker                          |

## Muziek
De soundtrack werd gemaakt door WaterTower Music.
| Nr. Titel                 | Zanger/Zangeres     | duur |
| ------------------------- | ------------------- | ---- |
| Breakdown                 | Alice Russel        | 3:45 |
| It's Raining Men          | Countré Black       | 1:57 |
| Bang Bang Boom            | The Unknown         | 1:58 |
| Gimme What You Got        | Black Daniel        | 3:13 |
| Just For Now              | Cloud Control       | 3:57 |
| Money                     | Ringside            | 2:54 |
| Sassy saxy Wiggle         | Joe Tex             | 4:02 |
| Mo Cash                   | Vegas Audio Ninjas  | 2:08 |
| Wash U Clean              | Bet Thornley        | 3:13 |
| Victim                    | Win Win & Blaqstarr | 3:37 |
| Ladies of Tampa           | Matthew McConaughey | 1:14 |
| Feels Like The First Time | Foreigner           | 4:20 |